# Hvězdný prach
Hvězdný prach (orig. Stardust ) je fantasy román z roku 1999, jehož autorem je britský spisovatel Neil Gaiman. V roce 2007 byl natočen stejnojmenný film režiséra Matthew Vaughna.

## Příběh
Děj knihy se odehrává na pomezí dvou světů, a to kouzelného území Elfie a anglické vísky Zeď, která je pojmenovaná právě podle zdi, jež brání průchodu mezi těmito světy.
V úvodu se mladík Dunstan Thorne vydává na průzkum za zeď. U průchodu v pobořené části zdi je konfrontován jejím hlídačem, kterého ale obelstí. A tak se Dunstan ocitá v Elfii, kde objeví tamější podivuhodné tržiště. Dunstan je však nanejvíc okouzlen místní prodavačkou, proto se od ní pokouší koupit květiny. Ta mu za polibek nabídne skleněnou sněženku, která majiteli propůjčuje veliké štěstí. Po uskutečnění obchodu mu prozradí, že je čarodějnicí vězněnou princeznou. Dunstan jí nemůže pomoct, a tak se poté, co spolu stráví noc, Dunstan vrací do Zdi. Devět měsíců na to mu hlídač od zdi přináší překvapení v podobě jeho novorozeného syna Tristrana, kterého někdo nechal u průchodu ve zdi.
Hlavní dějová linie se odehrává po zhruba sedmnácti letech. Popisuje příběh mladého Tristrana. Tristran se snaží okouzlit krasavici Viktorii, jejíž přítel Humphrey je bohatý a zcestovalý, proto Tristran jako pouhý pomocník v obchodě má u Viktorie jen málo šancí.
Mezitím probíhá v království Stormhold boj o trůn. Je zvykem, že následníkem se stává poslední žijící dědic. Královský dvůr je tedy místem plným pletich a bratrovražd. S ohledem na současnou situaci se král pro zbývající syny rozhodně vytvořit úkol, který spočívá v hledání královského klenotu. Shodou okolností zasáhne hvězdu, která společně s klenotem dopadne na zem.
Stejného večera, kdy se Tristran snaží okouzlit krásnou Viktorii, se od ní dozví, že si bude Humphreyho brát. Pár okamžiků na to spolu vidí na obloze padat hvězdu. Viktorie se tedy s Tristranem dohodne, že pokud jí do týdne přinese spadlou hvězdu, svatbu si rozmyslí. Tristran se tedy s malou otcovou pomocí vydává za spadlou hvězdou. Od chlupatého mužíka, kterému pomohl, získává zvláštní svíčku, která má urychlit jeho cestování. Po jejím rozžehnutí svíčky je Tristran přenesen k mladé dívce Yvaine v kráteru. Je chvíli dezorientovaný, ale pak si uvědomí, že ona dívka je spadlá hvězda. Rozhodne se dívku připoutat k sobě a přivést ji Viktorii.
Tristran ale není sám, kdo touží po spadlé hvězdě. Trojjediná čarodějnice Lilith si povšimnuly přítomnosti padající hvězdy a touží po jejím srdci, po jehož snědení by měly znovuzískat mládí. Proto se jedna z nich vydává na lov hvězdy.
Ivaine Tristranovi uteče a padne do pasti staré čarodějnice. Do hostince se však začne dobývat princ Primus a Tristran, hledající nocleh. Primus je sice zavražděn (nyní je naživu už jen poslední z princů Septimus), ale Tristran s Yvaine unikají.
Potkávají povoz čarodějnice, která vězní Tristranovu matku. Tristran jí požádá, aby je dopravila na tržiště u Zdi. Tristrana přemění v myš, ale během cesty si kvůli kletbě není vědoma přítomnosti spadlé hvězdy.
Septimus se pokouší neúspěšně zabít čarodějnickou královnu a sám je přitom zabit. Tristran a Yvaine doráží na tržiště, kde ji Tristran zanechá a jde si promluvit s Viktorií. Ivaine si uvědomí, že ho miluje a že ho brzy má ztratit kvůli jiné ženě. Tristran však Viktorii odmítá a vrací se k Yvaine. Jeho matka Una se uvolňuje ze zajetí, které mělo trvat do doby, než "měsíc ztratí své dítě" (Yvaine).
Una Tristranovi sděluje, že je jedinou dcerou pána Stormholdu a on je tedy nyní dědic. Říká mu, že Yvaine požádal o klenot, který u sebe má. Tristran však chce předtím, než se ujme povinnosti, cestovat po kouzelné zemi. Setkávají se s neuvěřitelně sešlou stařenou, která si přeje mluvit s Yvaine. Ta se však již nebojí a říká, že srdce dala Tristranovi. Čarodějnická královna odpoví, že by srdce spíš měla dát Lillim (čarodějnicím), protože Tristran jej určitě zlomí, jak už to muži dělají. Vrací se v obavách ke svým sestrám.
Tristran se nakonec ujme svých povinností. Když však nevyhnutelně zestárne a zemře, ve vládě pokračuje Yvaine.